# Chiesa di San Leopoldo Re
La chiesa di San Leopoldo Re è un edificio sacro che si trova in località Vada, nel comune di Rosignano Marittimo.
Fu costruita su progetto di Felice Francolini per volere del granduca Leopoldo II. I lavori cominciarono nel 1844 e si conclusero nel 1850; la chiesa fu elevata a Prioria nel 1851, appartenente all'allora Arcidiocesi metropolitana primaziale di Pisa.
Posta al centro di una vasta piazza alberata, è preceduta da un portico costituito da tre arcate a tutto sesto e chiusa, nella zona dell'abside, da uno svettante campanile.
Nella lunetta della porta d'accesso si trova un bassorilievo di terracotta opera di Franca Frittelli (1995).
L'interno è costituito da ad una sola navata e presenta una pianta a croce latina, con una calotta ottagonale al transetto; sopra l'ingresso si apre una cantoria dove è collocato l'organo.
Dell'architettura originaria è sopravvissuta, nella zona dell'abside, solo la mensa originaria; vi era posto fino agli anni ottanta circa, uno splendido altare di marmo di Carrara bianco e verde. Sul lato destro, tra transetto e navata, originariamente si ergeva l'ambone con gradini, del quale si posseggono rarissime testimonianze fotografiche.
Al lato sinistro del transetto, si conserva una tela di notevole qualità del pittore empolese Vincenzio Lami raffigurante la Madonna in gloria con i santi Ilario, Felice e Caterina da Siena, ambientata proprio nella Vada del tempo. La tela, costruita su uno schema cinquecentesco, è improntata ad un osservante purismo nel recupero della semplicità stilistica e cromatica.
Al lato destro del transetto, ove probabilmente prima vi era un portale laterale di ingresso, scoperto con gli ultimi lavori esterni di restauro del 2022, vi è l'altare dedicato alla Vergine Maria; capeggia, su questo altare, la nicchia contenente la Madonna Immacolata, opera lignea di autore anonimo, proveniente da Monaco di Baviera nel 1852. Le vetrate policrome, poste lungo l'abside semicircolare e la navata, risalgono invece agli anni quaranta del Novecento. In particolare, le vetrate dell'abside, raffigurano il Sacro cuore di Gesù e in santi Francesco d'Assisi e Leopoldo Re. 
Del 1910, appartiene la statua della Madonna Assunta, ripresa nel 2023 e che, tradizionalmente, viene portata in processione il 14 di Agosto, per il mare e le strade del paese. Dello stesso anno del Novecento, è la statua di sant'Antonio di Padova, situa sul lato sinistro della chiesa.
Nella chiostra del plesso di san Leopoldo, vi è un pozzo con una grande cisterna collegata alla falda acquifera.
Il campanile, invece,  fu eretto anche con l'intento di essere visibile a tutti coloro che provenivano dalla strada 206 Pisana-Livornese, la quale giungeva da Pisa. Questa scelta non era solo architettonica, ma anche simbolica: il campanile si ergeva come un punto di riferimento maestoso per i viaggiatori, testimoniando l'importanza e la centralità della città. La sua posizione strategica lo rendeva facilmente riconoscibile, accogliendo chiunque giungesse da quella via storica. In una delle quattro campane, è possibile ancora notare il foro creato da un proiettile, durante gli anni della seconda guerra. 

## Galleria d'immagini

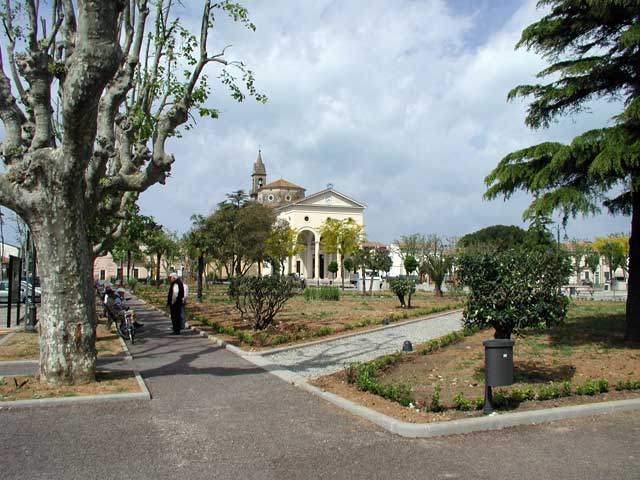
Veduta dalla piazza Garibaldi
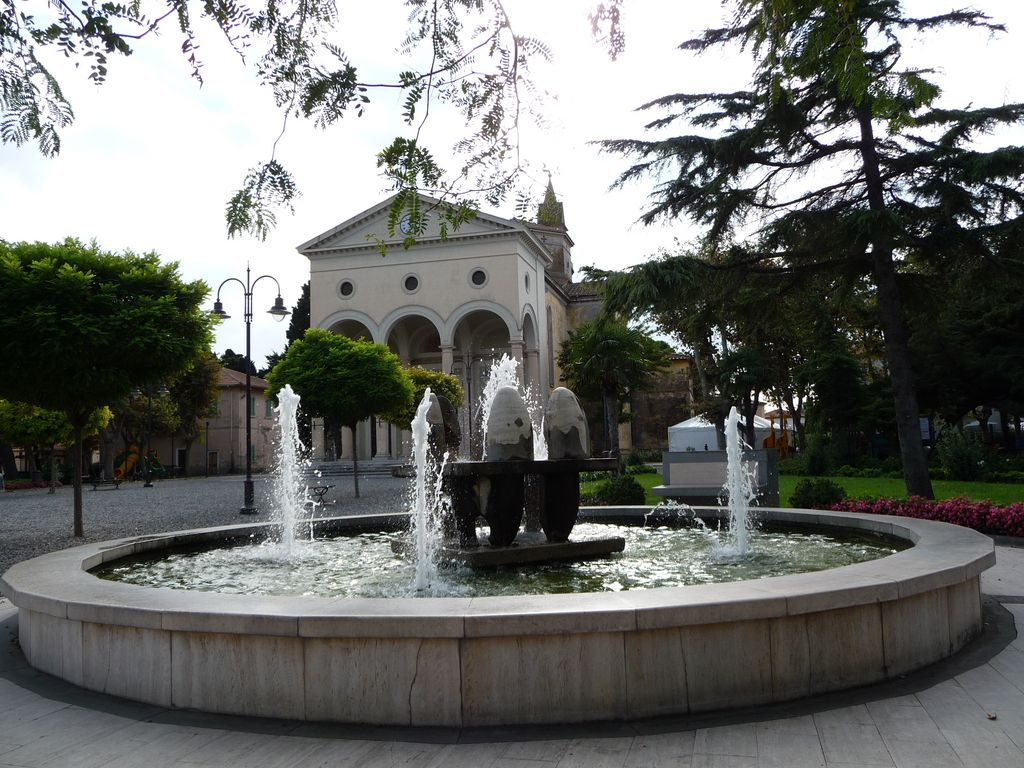
La chiesa e la fontana della piazza
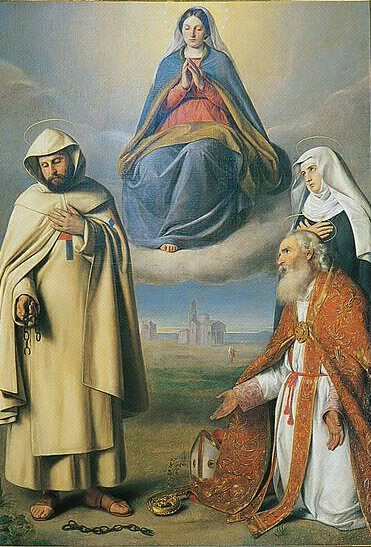
La Madonna in gloria con i santi Ilario, Felice e Caterina da Siena